# A Great Day in Harlem (Foto)
A Great Day in Harlem ist eine Gruppenfotografie von 57 Jazzmusikern vor einem Gebäude in der 126th Street im New Yorker Stadtteil Harlem.
Art Kane (1925–1995), der als freiberuflicher Fotograf für den Esquire arbeitete, nahm das Schwarzweiß-Bild am 12. August 1958 auf. Anlass war eine geplante Ausgabe der Zeitschrift zum goldenen Zeitalter des Jazz, und Kane hatte vorher unter New Yorks Musikern verbreiten lassen, dass die Aufnahme um 10 Uhr morgens stattfinden solle. Zu seiner Überraschung fanden sich relativ viele bekannte Jazzmusiker zu der für sie an sich ungewöhnlich frühen Stunde ein.
Der Esquire veröffentlichte das Foto in seiner Ausgabe vom Januar 1959. Jean Bach erzählt die dahinterstehende Geschichte in ihrem Dokumentarfilm A Great Day in Harlem aus dem Jahr 1994, der im Folgejahr für einen Oscar in der Kategorie Bester Dokumentarfilm nominiert wurde.
Einer der auf dem Foto abgebildeten Musiker lebt heute noch (Stand: 31. März 2025): Sonny Rollins.

## Abgebildete Musiker
- Red Allen
- Buster Bailey
- Count Basie
- Emmett Berry
- Art Blakey
- Lawrence Brown
- Scoville Browne
- Buck Clayton
- Bill Crump
- Vic Dickenson
- Roy Eldridge
- Art Farmer
- Bud Freeman
- Dizzy Gillespie
- Tyree Glenn
- Benny Golson
- Sonny Greer
- Johnny Griffin
- Gigi Gryce
- Coleman Hawkins
- J. C. Heard
- J. C. Higginbotham
- Milt Hinton
- Chubby Jackson
- Hilton Jefferson
- Osie Johnson
- Hank Jones
- Jo Jones
- Jimmy Jones
- Taft Jordan
- Max Kaminsky
- Gene Krupa
- Eddie Locke
- Marian McPartland
- Charles Mingus
- Miff Mole
- Thelonious Monk
- Gerry Mulligan
- Oscar Pettiford
- Rudy Powell
- Luckey Roberts
- Sonny Rollins
- Jimmy Rushing
- Pee Wee Russell
- Sahib Shihab
- Horace Silver
- Zutty Singleton
- Stuff Smith
- Rex Stewart
- Maxine Sullivan
- Joe Thomas
- Wilbur Ware
- Dickie Wells
- George Wettling
- Ernie Wilkins
- Mary Lou Williams
- Lester Young

## Besonderheiten
Das Foto wurde auch ein wichtiges Objekt in Steven Spielbergs Film Terminal (2004).
Auf dem Foto sitzen auch zwölf Kinder aus der Nachbarschaft im Vordergrund. Count Basie, dem das Stehen während der Vorbereitung zu lange dauerte, setzte sich deshalb zu ihnen. Ursprünglich hatte sich auch Willie The Lion Smith eingefunden, der – ebenfalls vom Stehen ermüdet – sich auf eine benachbarte Haustreppe setzte und es so nicht aufs Bild schaffte. 
2021 erhielt der Teil der East 126th Street zwischen 5th Street und Madison Avenue den Zweitnamen Art Kane Harlem 1958 Place, mit dem an das Photo und seinen Urheber erinnert wird.